# Кулун-Елбют
Кулу́н-Елбю́т (якут. Кулун Өлбүт) — село в Момском районе Республики Саха (Якутия) России. Административный центр и единственный населённый пункт Чыбагалахского национального наслега.

## География
Село находится в северо-восточной части Якутии, в левобережной части долины реки Индигирки, на расстоянии примерно 42 км (по прямой) к северо-западу от села Хонуу, административного центра района. Абсолютная высота — 155 м над уровнем моря.
Климат
Климат характеризуется как резко континентальный, с суровой продолжительной зимой. Абсолютный минимум температуры воздуха самого холодного месяца (января) составляет −67 °C; абсолютный максимум самого тёплого месяца (июля) — 37 °C. Среднегодовое количество атмосферных осадков составляет 150—200 мм. Снежный покров держится в течение 244 дней.
Часовой пояс
Село Кулун-Елбют находится в часовой зоне МСК+8. Смещение применяемого времени относительно UTC составляет +11:00.

## Население
| 2002 | 2010 | 2012 | 2013 | 2014 | 2015 | 2016 |
| ---- | ---- | ---- | ---- | ---- | ---- | ---- |
| 300  | ↘243 | ↘228 | ↗231 | ↘226 | ↘221 | ↗224 |
| 2017 | 2018 | 2019 | 2020 | 2021 |      |      |
| ↗226 | ↘215 | ↗217 | ↗222 | ↗226 |      |      |

Половой состав
По данным Всероссийской переписи населения 2010 года в гендерной структуре населения мужчины составляли 54,3 %, женщины — соответственно 45,7 %.
Национальный состав
Согласно результатам переписи 2002 года, в национальной структуре населения якуты составляли 71 %, эвены — 29 %.

## Улицы
Уличная сеть села состоит из двух улиц (Д. Слепцова и М. Черёмкина).

## Инфраструктура
В селе функционирует авиаплощадка.